# Abbiamo sempre vissuto nel castello
Abbiamo sempre vissuto nel castello (We Have Always Lived in the Castle) è un romanzo gotico di Shirley Jackson del 1962. Ultima opera dell'autrice, fu pubblicato con una dedica a Pascal Covici, l'editore, tre anni prima della morte della Jackson. Il romanzo è scritto in prima persona, con la voce di una ragazza diciottenne, Mary Katherine "Merricat" Blackwood, che vive con la sorella e lo zio in una proprietà nel Vermont. Sei anni prima degli eventi narrati, la famiglia Blackwood ha vissuto una tragedia che ha visto i tre superstiti finire isolati dalla vita degli abitanti del piccolo villaggio.

## Trama
Mary Katherine (detta "Merricat") e Constance Blackwood vivono in una grandissima casa alle porte di un villaggio assieme all'anziano zio Julian. Merricat è l'unica a scendere due volte a settimana nel villaggio, subendo un apparentemente immotivato astio da parte dei paesani; Julian e Constance invece non escono di casa da sei anni: il primo scrive ossessivamente le sue memorie, l'altra lo accudisce vivendo una vita solitaria e isolata.
Attraverso i deliri dello zio Julian si rivivono i fatti di sei anni prima: durante una cena, tutta la famiglia Blackwood (i genitori e il fratellino di Merricat e Constance e la moglie di Julian) era stata avvelenata con dell'arsenico mescolato allo zucchero posto sui mirtilli che avevano mangiato come dessert; Julian era sopravvissuto all'avvelenamento riportando gravi danni al fisico e alla mente, mentre Merricat non aveva presenziato alla cena perché mandata a letto in castigo. Constance, l'unica ad aver evitato di zuccherare i mirtilli, era stata inizialmente riconosciuta come colpevole, ma poi era stata scagionata e il delitto era rimasto impunito. Gli abitanti del villaggio, ormai sicuri della colpevolezza di Constance, avevano però isolato i superstiti della famiglia Blackwood bollandoli come malati di mente.
I tre si erano però abituati alla solitudine, creandosi una loro routine che pian piano avevano iniziato a difendere strenuamente, tenendo alla larga qualsiasi ingerenza esterna.
Merricat, che è anche l'io narrante del racconto, è dunque l'unico ponte rimasto tra la famiglia Blackwood e il resto del villaggio; la ragazza ha un'indole fantasiosa e, nonostante sia soggetta ai crudeli insulti dei paesani, pratica una forma di magia empatica per proteggere la sua adorata sorella. Una serie di segni coincidono con l'arrivo di Charles, cugino delle due che si presenta improvvisamente in casa loro.
Il ragazzo apparentemente è venuto per aiutare le due cugine a superare il loro antico trauma, ma Merricat rimane molto ostile nei suoi confronti poiché lo vede come una minaccia al piccolo mondo che i tre si sono costituiti.
Il ragazzo cerca di avvicinare Constance, tentando di infonderle coraggio e metterla contro Julian e Merricat; in realtà egli vorrebbe farsi amica Constance e allontanare gli altri due per impadronirsi della cospicua eredità dei Blackwood. Merricat gli gioca tiri sempre più malvagi allo scopo di allontanarlo, mentre Julian comprende le intenzioni del giovane e lo ignora; Constance si sente tra i due fuochi della vita nuova promessagli da Charles e l'affetto che ella nutre per la sorella e lo zio.
Una notte, quando ormai sembra che l'ascendente di Charles su Constance sia irreversibile, Merricat fa cadere la pipa del ragazzo ancora accesa in un cestino di carta straccia; si sprigiona un incendio che coinvolge l'intera casa e i cittadini del villaggio arrivano per spegnerlo, ma una volta fatto questo scatenano la rabbia repressa nei confronti dei Blackwood, iniziando a razziare e distruggere la magione. Merricat e Constance sono costrette a fuggire e vengono circondate da un gruppo di cittadini che le minaccia, ma prima che possano far loro del male vengono fermati dalla notizia della morte di zio Julian, colpito da un infarto. Mentre i paesani tornano alle loro case, le sorelle Blackwood si rifugiano in un angolo del bosco e, per la prima volta in sei anni, parlano dei fatti accaduti alla loro famiglia. Constance confessa di aver sempre saputo che la vera colpevole fosse Merricat, la quale a sua volta ammette di aver usato l'espediente dello zucchero poiché sapeva che l'altra non lo avrebbe adoperato. Viene lasciato dunque intendere che Merricat abbia ucciso la sua famiglia poiché si sentiva rifiutata, ma che abbia risparmiato Constance perché era l'unica che amasse; quest'ultima, pur sapendo la verità, a sua volta l'aveva protetta.
Il giorno dopo le sorelle tornano a casa Blackwood e scoprono che l'intero piano superiore è crollato e ora, nella fantasia di Merricat, somiglia al torrione di un castello; dopo aver messo al sicuro le poche rimanenze, le due si chiudono nel ristrettissimo spazio rimasto loro. Gli abitanti del villaggio, pentiti del loro comportamento, iniziano a lasciare cibo per loro sull'uscio; lo stesso Charles compie una seconda visita nella speranza di poter blandire Constance e appropriarsi dell'eredità, ma le due donne non gli aprono ed è costretto ad andarsene via. Le due sorelle rimangono arroccate nella loro magione semi crollata, ma felici.

## Edizioni italiane
- Così dolce, così innocente, trad. Anonima, Collana Mystbooks, Milano, Arnoldo Mondadori Editore, 1990, ISBN 978-88-043-3911-3, pp.202.
- Abbiamo sempre vissuto nel castello, trad. Monica Pareschi, Collana Fabula n.206, Milano, Adelphi, 2009, ISBN 978-88-459-2366-1, pp.182; Collana gli Adelphi n.611, Milano, Adelphi, 2020, ISBN 978-88-459-3549-7.